# Eilema croceibasis
Eilema croceibasis är en fjärilsart som beskrevs av De Toulgoët 1955. Eilema croceibasis ingår i släktet Eilema och familjen björnspinnare. Inga underarter finns listade i Catalogue of Life.